# Plünderung von Thessalonike (904)
Frühe Schlachten
Mu'ta – Tabūk – Dathin – Firaz
Arabische Eroberung der Levante
Qartin – Bosra – Adschnadain – Mardsch ar-Rahit – Fahl – Damaskus – Mardsch ad-Dibadsch – Emesa – Jarmuk – Jerusalem – Hazir – Aleppo
Arabische Eroberung Ägyptens 
Heliopolis – Alexandria – Nikiou
Umayyadische Eroberung Nordafrikas
Sufetula – Vescera – Karthago
Umayyadidische Invasion Anatoliens
 und Konstantinopels
Eiserne Brücke – Germanikeia – 1. Konstantinopel – Sebastopolis – Tyana – 2. Konstantinopel – Nikäa – Akroinon
Arabisch-byzantinischer Grenzkrieg
Kamacha – Kopidnadon – Krasos – Anzen und Amorion – Mauropotamos – Lalakaon – Bathys Ryax
Sizilien und Süditalien
1. Syrakus – 2. Syrakus – Feldzüge des Maniakes
Byzantinischer Gegenschlag
Marasch – Raban – Andrassos – Feldzüge des Nikephoros Phokas – Feldzüge des Johannes Tzimiskes – Orontes – Feldzüge Basileios’ II. – Azaz
Seeoperationen
Phoinix – Muslimische Eroberung Kretas – Thasos – Damiette – Thessalonike – Byzantinische Rückeroberung Kretas
Die Plünderung von Thessalonike im Jahr 904 durch sarazenische Piraten war eine der schlimmsten Niederlagen des Byzantinischen Reichs im 10. Jahrhundert. Eine muslimische Flotte unter dem Kommando des Leon von Tripolis, die ursprünglich das Ziel hatte Konstantinopel zu plündern, stach von Syrien aus in See. Die Sarazenen wurden aber durch die massiven Verteidigungsanlagen der byzantinischen Hauptstadt von einem Angriff abgeschreckt und wandten sich stattdessen gegen Thessalonike. Die Byzantinische Flotte war nicht in der Lage rechtzeitig zu reagieren. Die Stadtmauern Thessalonikes waren in schlechtem Zustand, besonders zur Seeseite hin. Nach kurzer Belagerung gelang es den Sarazenen die Seemauern einzunehmen, die Stadt fiel am 29. Juli. Die Plünderung zog sich eine Woche hin, danach kehrten die Piraten in ihre Basen entlang der Levante zurück. Die meisten der gemachten Gefangenen wie z. B. Johannes Kaminiates, der Chronist der Plünderung war, wurden vom Reich im Austausch gegen muslimische Gefangene freigekauft.